# بات باور
بات باور (بالإنجليزية: Pat Power)‏ هو سياسي أسترالي، ولد في 29 مارس 1942، وتوفي في 3 ديسمبر 2009. حزبياً، نشط في حزب العمال الأسترالي. وقد انتخب عضو المجلس التشريعي الفيكتوري.